# Protectorat de Qatar
Qatar fou gran part del segle xix una dependència dels Al Khalifa de Bahrein, però el 1868 es va fer independent d'aquesta dinastia si bé pagant un tribut, emergint la família Al Thani que segurament era originària del Nedjd i un ancestre de la qual, Isa ibn Tarif, havia emigrat el 1843 des de l'illa de Kays cap a Dawha (Doha) i havia mort el 1847 en el combat de Fuwayrit. Des de 1868 fou un protectorat otomà fins al 1916 quan va signar un tractat amb la Gran Bretanya i va esdevenir protectorat britànic fins a la independència el 1971.

## Separació
El 1867 els Al Khalifa de Bahrain i els Banu Yas d'Abu Dhabi van atacar conjuntament Dawha (Doha) i Wakra que van destruir; els habitants d'aquestes ciutats foren desplaçats i entre ells Muhammad ibn Thani dels Al Thani del grup maadjid; el 1868 els britànics van imposar un acord per mitjà del coronel Lewis Pelly; l'acord es va signar el setembre de 1868 incloent a Muhammad ibn Thani que havia retornat a Dawha, i segons el qual Qatar era reconegut com a entitat separada i la família Al Khalifa de Bahrain va renunciar a la sobirania però a canvi d'un tribut.

## Protectorat otomà
A meitat del 1871, els turcs que havien ocupat Katif, van enviar una delegació a Doha (Dawha) que va decidir a Kasim o Djasim ibn Muhammad a adoptar la bandera otomana; el tribut a Bahrain es va deixar de pagar (1872); els beduïns i wahhabites expulsats d'al-Hasa pels turcs van començar a utilitzar Qatar com a base militar contra els otomans; aquests el 1872 van desembarcar equipament militars (canons) i soldats, però van deixar als Al Thani com a senyors locals i el 1876 Kasim ibn Muhammad Al Thani fou nomenat caimacan de Qatar i el 1879 governador de Doha poc després que va morir el seu pare Muhammad (mort el 1878). El 1878 Kasim, amb 'excusa d'actes de pirateria dels Naim, els va expulsar de Zubara on s'havien establert; eren el darrer grup tribal que reconeixia la sobirania de Bahrain, que basava en aquest reconeixement la seva reclamació sobre tot Qatar. Zubara va quedar deserta.
El mateix anys els Banu Yas van sortir d'Udays i van anar a Abu Dhabi, que va passar a dominar la zona contra les ambicions de Kasim. Durant deu anys hi va haver hostilitats marítimes i terrestres entre els Banu Yas i els Al Thani. El 1893 Kasim va refusar anar a una reunió de governadors otomans convocada a Bàssora. Un contingent turc va operar al nord de Doha però fou derrotat i es va haver de retirar tot i que amb pèrdues molt lleugeres; al cap de poc es va acordar la pau i Ahmad ibn Muhammad va pujar al govern a Doha com una mena de regent mentre Kasim conservava la direcció de la família. El 1895 els xeics dels Al Ibn Ali, Sultan ibn Salama i Nasir ibn Mubarak, van reunir un petit exèrcit al nord de Qatar i van atacar Bahrain, amb suport dels otomans i de l'antic xeic dels Al Thani Kasim; però els britànics es van apoderar dels vaixells d'aquest exèrcit i va retornar la pau. El 1898 els Al Thani es van tornar a revoltar sense cap èxit però el poder otomà ja no anava gaire més lluny de Doha.
Kasim va fer aliança amb els wahhabites, va retornar al govern (1906) i va signar un acord amb l'Imperi Otomà per la qual aquest renunciava a tota reclamació sobre Qatar (1913) i va morir poc després (17 de juliol de 1913).

## Protectorat britànic
El 1916 per un tractat es van regular les relacions de Qatar amb la Gran Bretanya; sota aquesta tractat, i com altres de la zona, el xeic s'obligava a no disposar del seu territori en favor de cap altra potència fora del Regne Unit i no entrar en relacions amb cap altre estat sense consentiment britànic; a canvi els britànics protegirien a Qatar de tota agressió exterior per mar i terra i exercirien com a mediadors en cas d'atac per terra. No es va nomenar cap agent polític i aquesta funció va recaure en els agents polítics a Bahrain. Un tractat el 1934 va fer més ampli els termes del protectorat britànic. A partir del 1930 el consum de perles va disminuir al món per la gran crisi econòmica i va afectar seriosament a Qatar.
El principal litigi era Zubara que restava abandonada i que Bahrain reclamava. Abd Allah ibn Kasim Al Thani (1913-1949) la va ocupar el 1937 però Bahrain no va reconèixer el fet consumat i l'afer va restar pendent. El 1940 es va trobar el primer pou de petroli a Qatar el que va facilitar una gran millora econòmica.
El xeic Abd Allah ibn Kasim en preparació per la seva successió va afavorir al segon fill Hamad ibn Abd Allah Al Thani, però aquest va morir el 1948 i van sorgir diversos candidats sent els principals el fill gran Ali ibn Abd Allah Al Thani, i el jove fill de l'hereu difunt, Khalifa ibn Hamad Al Thani. A més algun prínceps exigien una participació major en els ingressos i van amenaçar amb una revolta armada. Abd Allah ibn Kasim es va dirigir als britànics, els va prometre abdicar i va signar un nou tractat que permetia un resident britànic a Qatar i altres avantatges a canvi del reconeixement del seu fill gran.
Efectivament l'emir va abdicar el 20 d'agost de 1949 (va morir el 1957) i el seu fill gran Ali ibn Abd Allah Al Thani el va succeir. El 1949 Aràbia Saudita va reclamar certes terres al sud de Qatar i el 1952 es van fer negociacions que no van donar resultat. Els britànics van imposar els seus consells al nou xeic a partir de 1953 tot i la seva resistència. El 1953 es va iniciar el telèfon i poc després una dessaladora. El 1954 ja hi havia 42 funcionaris qataris treballant al govern.
Una manifestació nacionalista àrab de dos mil persones es va fer a Doha el 1956; aquesta i altres manifestacions van decidir a l'emir concedir poders a la policia deixant de banda a la seva guàrdia beduïna. El 1957 es va crear la primera planta de producció elèctrica, i es van fer ports, duanes, aeroports, i casernes de policia. Els prínceps de la casa reial van rebre terres, càrrecs i diners. La cosa va anar bé mentre els ingressos pujaven, però vers 1959 van començar a baixar. Les despeses de l'emir amb una vil·la a Suïssa i caceres a Pakistan i Iran, causaven descontentament, especialment entre els qataris que no eren membres de la casa reial, incloent branques de la pròpia família més llunyanes (la proximitat de parentiu amb l'emir determinava les concessions als prínceps).
Ali va abdicar el 24 d'octubre de 1960 (va morir el 1974), però no va deixar el poder al fill de l'hereu designat el 1948, Khalifa ibn Hamad, sinó al seu propi fill Ahmad ibn Ali. Khalifa ibn Hamad va romandre hereu però va gaudir de molt poder perquè el nou emir passava molt de temps fora del país. Els prínceps van rebre major participació en el pressupost en perjudici dels serveis socials i el desenvolupament; a més molts adults de la família van assolir posicions de govern; això va fer créixer el descontentament que ja era alt i quan el 19 d'abril de 1963 un nebot de l'emir va disparar i provocar una mort, es va formar el Front d'Unitat Nacional, que va convocar a una vaga general i va reclamar la reducció dels privilegis de la família reial, reconeixement dels sindicats i increment dels serveis socials,; l'emir va encarcerar a 50 líders i en va exiliar a d'altres però va fer algunes reformes com donar terres als qataris pobres. En els següents anys es van crear algunes fàbriques com la de ciment, la de pesca, i una companyia agrícola. El 1967 la producció de petroli era de 17 milions de tones. El 1970 la població era de 150.000 persones la major part a la capital.
Des de 1968 els britànics van decidir abandonar la zona al final del 1971, i Qatar va negociar amb altres vuit estats (els set emirats de la Costa dels Pirates o Trucial Oman, i Bahrain) per formar una federació. A la meitat del 1971 quan s'acostava el final de la presència britànica, els nou estats no s'havien posat d'acord; Qatar va establir una constitució provisional l'abril de 1970 que va crear el càrrec de primer ministre, i va accedir a la independència en solitari el 3 de setembre de 1971. Fins aleshores el xeic portava el títol d'Hakim (governant) però amb la independència va agafar el d'emir. L'anunci de la independència el va fer l'emir des de la seva vil·la a Suïssa, el que va causar enuig a Qatar.

## Independència
El 22 de febrer de 1972, l'hereu xeic Khalifa ibn Hamad va deposar el seu cosí l'emir Ahmad (que estava de cacera a l'Iran amb els seus falcons), i va agafar el poder. Els principals membres de la família Al Thani van donar suport al cop d'estat (també els britànics, americans i saudites); la revolució de palau no va causar cap incident. El nou emir va girar la política i va començar a fer despesa en serveis socials com habitatge, sanitat, educació i pensions, bestraient els fons dels pagaments als prínceps; però tanmateix molts prínceps van entrar al govern.